# San Esteban de Nogales
San Esteban de Nogales est une commune d'Espagne dans la province de León, communauté autonome de Castille-et-León. Elle s'étend sur 32,24 km2 et comptait environ 281 habitants en 2015.